# Nocturnal Poisoning
Albums de Xasthur
A Gate Through Bloodstained Mirrors
(2001) The Funeral of Being
(2003)
Nocturnal Poisoning est le premier album studio du projet solo de black metal américain Xasthur. L'album est sorti le 8 septembre 2002 sous le label Blood Fire Death.
C'est dans cet album qu'apparaît le titre A Gate Through Bloodstained Mirrors pour la première fois, titre qui va être ré-enregistré de nombreuses fois dans les divers splits et démos de Xasthur.
Le titre Black Imperial Blood est une reprise du groupe de black metal français Mütiilation.

## Musiciens
- Malefic - Chant, tous les instruments

## Liste des morceaux
1. In the Hate of Battle - 9:04
2. Soul Abduction Ceremony - 7:44
3. A Gate Through Bloodstained Mirrors - 8:05
4. Black Imperial Blood - 5:50 (reprise de Mütiilation)
5. Legion of Sin and Necromancy - 11:40
6. A Walk Beyond Utter Blackness - 6:27
7. Nocturnal Poisoning - 15:20
8. Forgotten Depths of Nowhere - 4:50